# Brutalism
Brutalism é o álbum de estreia da banda de rock britânica Idles, lançado em março de 2017. 

## Histórico e gravações
A banda começou a gravar o álbum em 2015. A mãe do cantor Joe Talbot (que é retratada na capa do álbum junto com uma escultura de Talbot e seu pai) morreu durante a gravação do álbum após uma longa doença. A dedicação aos cuidados com a saúde de sua mãe e sua morte tiveram um grande impacto no álbum, com Talbot mais tarde afirmando "Ela era aquele álbum. É por isso que ela estava na capa." Talbot adicionou letras depois que a música foi escrita pelo resto da banda. Ele afirmou que as músicas do álbum "tem a ver com os papéis das mulheres na minha vida. Também tem a ver com o papel que minha mãe desempenhou antes e depois da morte e também sobre progressão e luto como tema e eventual reconstrução". A banda gravou o álbum em grande parte ao vivo no estúdio, com cada música gravada no máximo três vezes para manter uma sensação crua e urgente para elas. Foi produzido pela Space.
"Stendhal Syndrome", que ironicamente zombou de críticos de arte de baixo nível, foi disponibilizado para download antes do lançamento do álbum, pois havia três faixas do álbum que mais tarde foram lançadas como singles físicos; "Mother", que tratava da "raiva masculina impotente" e do feminismo de Talbot, "Divide & Conquer", sobre o estado do NHS (sistema nacional de saúde do Reino Unido), e "Well Done", que trata da luta de classes.
Uma edição limitada de 100 LPs foi lançada em outubro de 2017 com as cinzas da mãe de Talbot pressionadas no vinil.

## Recepção da crítica
Liam Martin, da AllMusic, concedeu quatro estrelas e meia em cinco, descrevendo-o como "o som de uma banda irritada reagindo a um mundo cada vez mais tenso e desequilibrado... eles habilmente andam na corda bamba entre tragédia e comédia", chamando-o de "um necessário e emocionante ouvir do início ao fim". Jessica Goodman, revisando-o para a revista DIY, deu quatro estrelas, chamando-o de "tão sujo quanto bagunçado. Uma fuga emocionante ao longo de ritmos frenéticos e ritmos poderosos com um comentário.. tão vital quanto volátil". Alex Wisgard, do Loud and Quiet, classificou-o em 7/10, comentando o "humor absurdo" de Talbot e chamando a banda de "incrivelmente pensada". A NME o chamou de "triunfo punk carregado de palavrões que aborda a atual regra conservadora, masculinidade tóxica e saúde mental. Totalmente vital". Ian King  da PopMatters avaliou com 8 de 10 e classificou como "um dos discos de rock mais inteligentes e articulados que você vai ouvir este ano". Uncut descreveu-o como "um raro disco de rock com a raiva, urgência, sagacidade e quebra de complacência geralmente encontrados no grime." Em uma entrevista para Quietus, o escritor Eoin Murray descreveu as letras de Talbot no álbum como "rígidas, descaradamente raivosas e sem adornos em meio à instrumentação ralar".
Brutalism foi selecionado no número 5 na lista da BBC 6 Music "6 Music Recommends Albums Of The Year 2017", onde foi descrito como "indie cáustico, volátil, sem prisioneiros [que oferece] uma dose de adrenalina verdadeiramente vital para o coração e mente." Foi descrito por Michael Hann no The Guardian como" o álbum mais honesto de 2017 ".

## Faixas
| N.º            | Título              | Duração |  |
| 1.             | "Heel/Heal"         | 3:28    |  |
| 2.             | "Well Done"         | 2:58    |  |
| 3.             | "Mother"            | 3:26    |  |
| 4.             | "Date Night"        | 3:06    |  |
| 5.             | "Faith in the City" | 2:36    |  |
| 6.             | "1049 Gotho"        | 3:46    |  |
| 7.             | "Divide & Conquer"  | 3:24    |  |
| 8.             | "Rachel Khoo"       | 3:26    |  |
| 9.             | "Stendhal Syndrome" | 2:24    |  |
| 10.            | "Exeter"            | 4:00    |  |
| 11.            | "Benzocaine"        | 2:40    |  |
| 12.            | "White Privilege"   | 3:02    |  |
| 13.            | "Slow Savage"       | 3:40    |  |
| Duração total: | Duração total:      | 41:56   |  |

## Ficha técnica
IDLES
- Joe Talbot - vocal principal
- Mark Bowen - guitarra principal
- Lee Kiernan - guitarra de apoio
- Adam Devonshire - baixo
- Jon Beavis - bateria

Produção
- Space - produtor